# Abdij Notre-Dame de Soleilmont
De Abdij Notre-Dame de Soleilmont is een abdij van cisterciënzer-trappistinnen in het Bois du Roy te Fleurus Vieux-Campinaire, nabij Charleroi, in Henegouwen (België). Voor de brand van 1963 was ze gelegen in Gilly. Een niet-geverifieerde traditie situeert haar stichting in 1188, maar ze behoort ongetwijfeld tot de cisterciënzerinnen sinds 1237 . De zusters werden in 1796 uit hun abdij verdreven, maar de gemeenschap keerde in 1802 terug na de ontreddering ten gevolge van het Franse revolutionaire regime.
Op 1 januari 2009  telde de abdij 32 zusters.

## Oorsprong en stichting

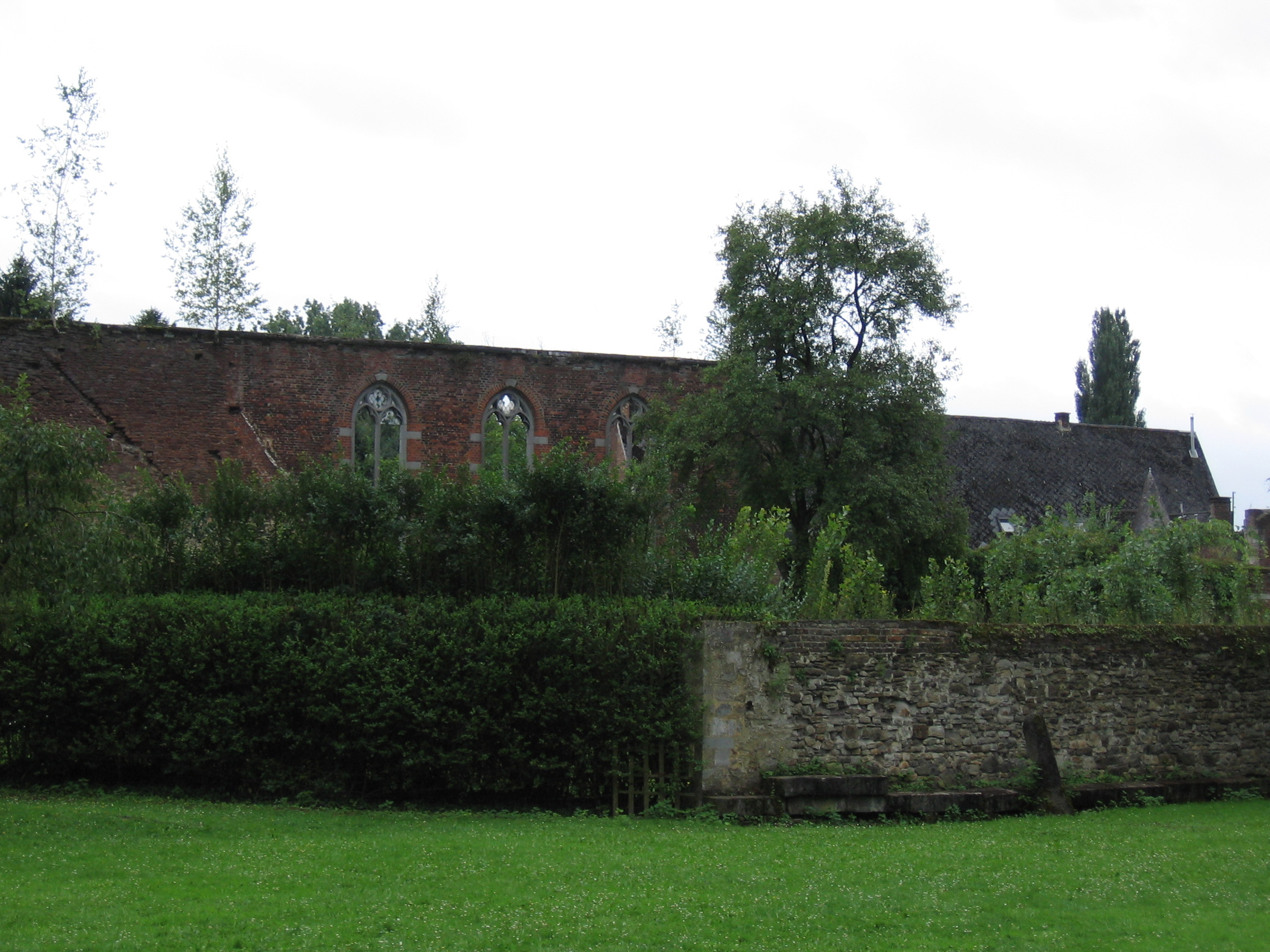
De ruïnes van de oude abdij.

Een niet-geauthenticeerde traditie laat de abdij van Soleilmont opklimmen tot 1188. Hendrik de Blinde, graaf van Namen (+1196), zou deze abdij gesticht hebben voor de dames van Namen en omstreken waarvan de echtgenoten Godfried van Bouillon zouden hebben vergezeld tijdens de Eerste Kruistocht. Soleilmont wordt voor het eerst vermeld in een charter 1185. Traditioneel wordt de formele stichting echter gedateerd in 1237. In een document van 11 januari 1237 vraagt Boudewijn, graaf van Namen en Henegouwen, aan de Abdij van Cîteaux om de Abdij van Soleilmont als haar dochterabdij op te nemen. Na inspectie en na gunstig advies van de abten van Villers, Val-Saint-Lambert en Grandpré, wordt Soleilmont in mei 1237 aangenomen. Het klooster, nu van cisterciënzerinnen, staat onder leiding van de Abdij van Aulne en zal tot de 18e eeuw onder haar jurisdictie blijven. De oprichtingsakte van Soleilmont in opdracht van Cîteaux wordt in 1239 bevestigd door een bulle van paus Gregorius IX. De sterk teruggelopen gemeenschap wordt aanzienlijk vergroot door zusters die afkomstig zijn van de Abdij van Flines (momenteel, deel van Douai - Frankrijk)  .

## Geschiedenis tot het begin van de 19e eeuw

### Nooit een rijke abdij

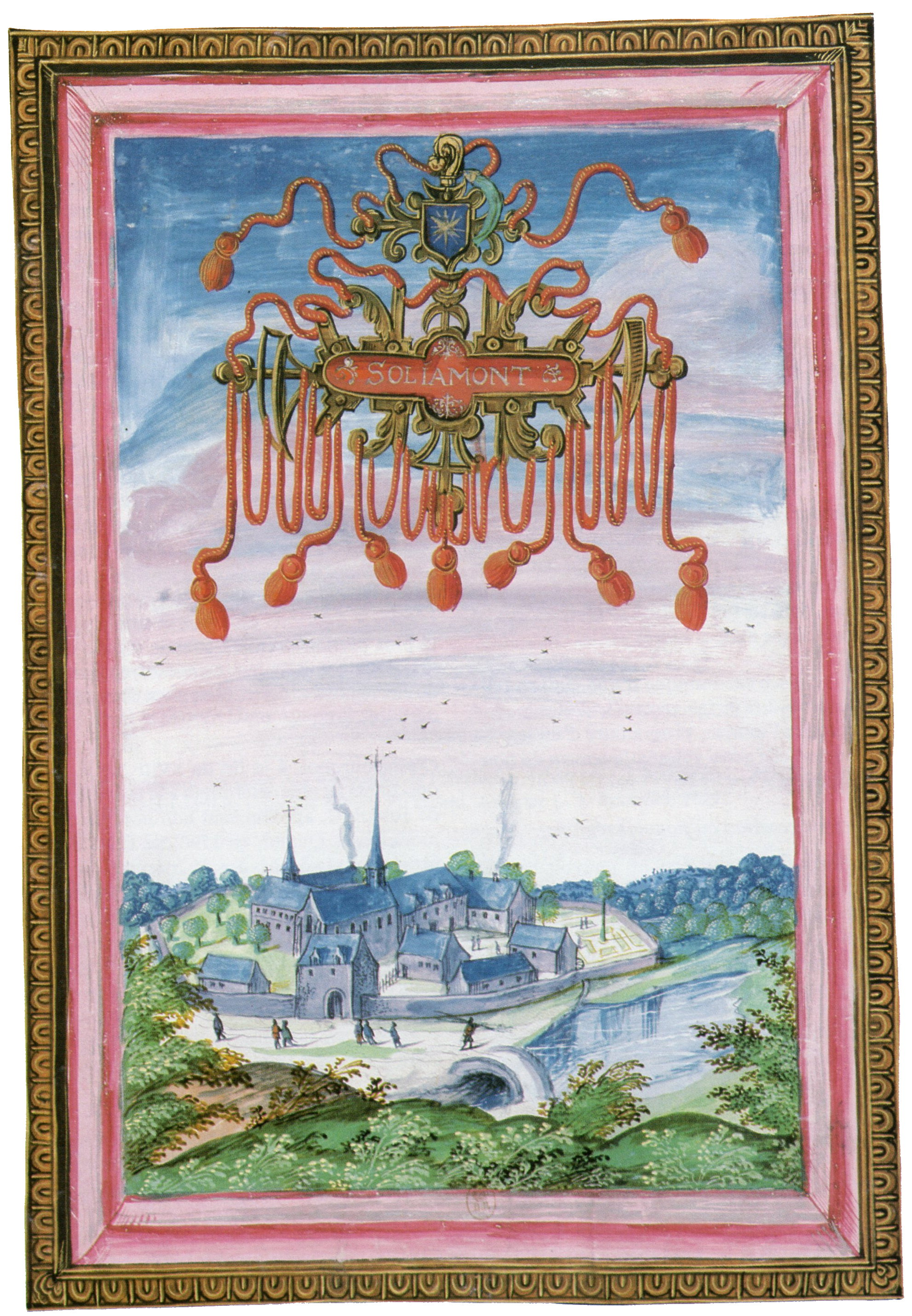
Abdij van Soleilmont in 1604 (Albums de Croÿ)

De eerste giften in grond komen van de familie van de heren van Heppignies. Bastien van Heppignies geeft 18 bunder grond ter gelegenheid van zijn adelsverheffing (in 1208) en de zoon Wautier van Heppignies verkoopt ook 40 bunder in 1237 met toestemming met de graaf van Namen  . Boudewijn van Courtenay, markies van Namen, ratificeert de schenking van zijn moeder, met name een visvijver, een molen en een weide. Later breidt het monastieke domein zich verder uit. 
Maar aan het eind van de dertiende eeuw blijft het bezit van de abdij bescheiden in vergelijking met naburige abdijen. Dit zal het geval zijn gedurende haar ganse geschiedenis: de dames van Soleilmont zullen nooit rijk zijn.
De Abdij van Soleilmont kent dezelfde decadentie en religieuze laksheid die het monastieke leven overal in Europa in de veertiende eeuw treft. De abdij kent ook de vernieuwing, met de hulp van de abdis Marie de Senzeille uit Marche-les-Dames, een andere abdij van het graafschap Namen wordt "de discipline en monastieke regelmaat werden hersteld in hun hartstocht".
Een zekere Gaillot, die de abdij bezoekt, vindt daar een archiefstuk dat zegt: "in 1482 waren alle daar levende zusters door de pest overleden waren en dat het klooster gedurende 21 jaar onbewoond en verlaten was. totdat een vijftal zusters uit de abdij van Mans zich er opnieuw vestigden".
Door de eeuwen heen zijn sommige donaties amper genoeg om de verliezen te compenseren die de plundering van het klooster en de bijgebouwen door voorbijtrekkende troepen met zich meebrachten. Rond 1580 dwongen de bezetting van de regio door buitenlandse legers de zusters om hun toevlucht te nemen in Bergen, "hun goederen en hun uitgaven worden verwoest, verbrand en vernietigd". In 1583 vestigden ze zich in het refugehuis van de abdij van Aulne te Thuin . 

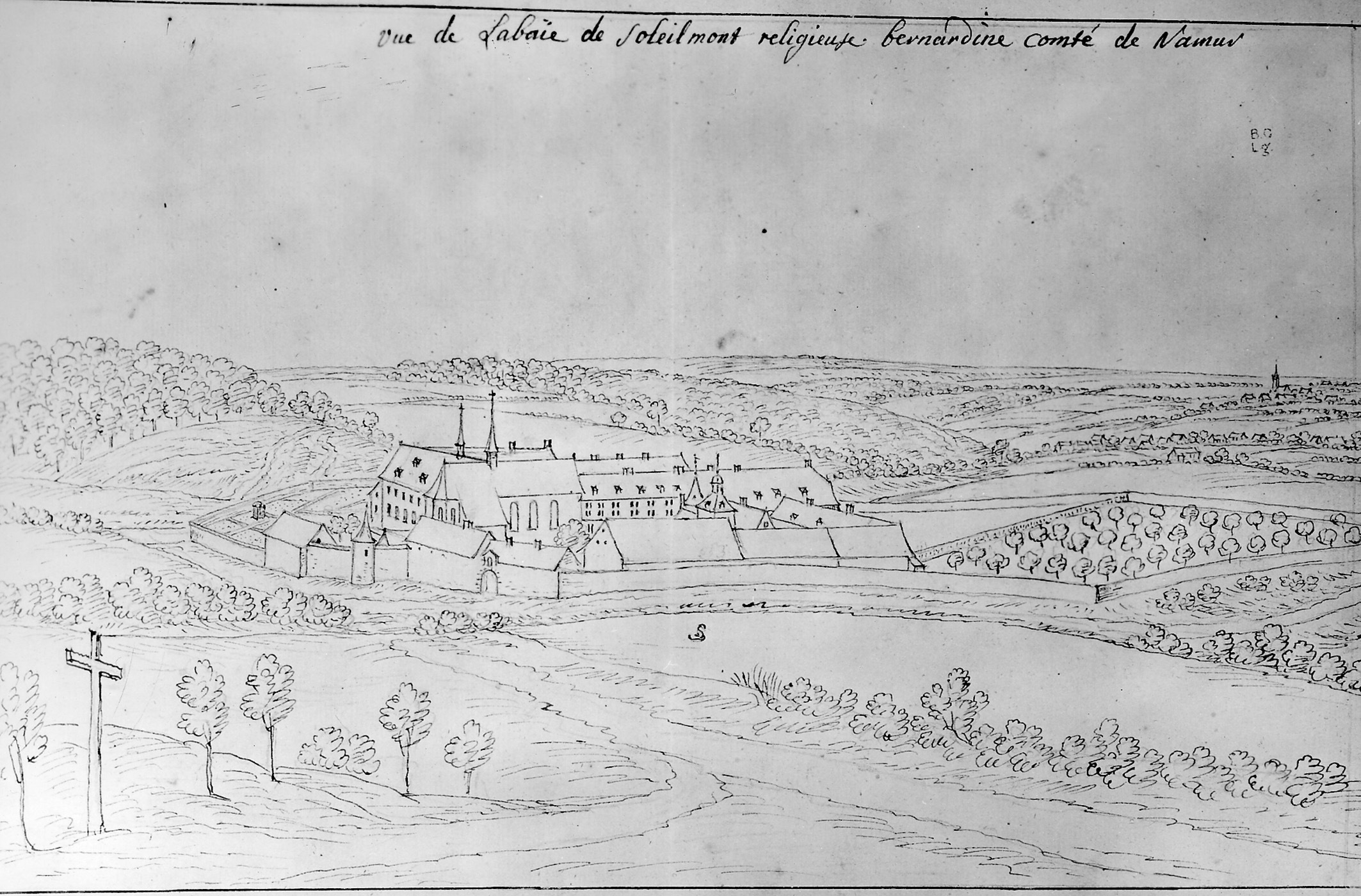
De abdij rond 1738 - 1744. Tekening van Remacle Leloup.

In 1603 heeft het klooster slechts een jaarlijks inkomen van 300 gulden. In 1639 worden de cijnzen geplunderd; waardoor in 1640 de abdij vrijgesteld wordt van de bijdragen die aan de Orde moeten worden gedaan. Tijdens de abdisverkiezing komen tijdens een onderzoek naar de eigendommen van het klooster andere getuigenissen naar boven dat de abdij dringend bijkomende middelen nodig heeft. Rond 1650 zwerven soldaten- en dievenbendes door de regio om er te leven van rooftochten.. Tijdens de bouw van het fort van Charleroi aan het einde van de 17e eeuw, aarzelen de Fransen niet om, zonder compensatie, 30 bunder landbouw te confisqueren die Soleilmont aan de voet van de wallen van de stad cultiveert. De grote verbouwing van de abdij van Aulne uitgevoerd door Dom Louant (abt van Aulne van 1728 tot 1753) heeft gevolgen voor Soleilmont. Het gastenverblijf wordt gebouwd met steun van Aulne. Tot dan konden deze bij gebrek aan middelen niet gebouwd worden.  Naast deze gift verstrekt Louant ander bijkomende fondsen en gedurende meer dan zes maanden levert de bakkerij Aulne het brood van de gemeenschap en het gastenverblijf.

### Onderwerping aan de Abdij van Aulne
Het is aan de abt van Aulne dat het patronaatsrecht van het klooster van Soleilmont toekomt. Het verleent de abt de echte autoriteit over de abdij. Hij oefent de controle uit over zowel het tijdelijke als het spirituele van de Abdij van Soleilmont. Elk jaar maakt hij een regelmatig bezoek en hij is op de hoogte van alles, luistert naar de grieven van de zusters, brengt de meest verstandige remedies en zorgt voor het respect van de Regel. Hij zit de installatie van de abdissen voor en ontvangt de geloften van de zusters. Wanneer hij hiervoor niet kan aanwezig zijn, ontvangt hij ze in de kleine kapel die zich in het rechtergedeelte van het portaal van de abdijkerk van Aulne. Op 1 juni 1776 ging dom Scrippe, abt van Aulne, naar Soleilmont om de plechtige belofte van dame Scholastique Daivier, de laatste abdis, te ontvangen. Zijn moed zal nadien de gemeenschap in staat stellen de Franse Revolutie te overleven. 

### Enkele gekende abdissen
- XVI eeuw: dame Oda van Virsel
- Aan het einde van de 16e eeuw: dame Magdeleine Bulteau, Hoogbejaard en blind "werd ze het kruis ontnomen" (d.w.z. 'tot ontslag gedwongen').
- 1603 - 1639: dame Jacqueline Colnet, rechterarm van de vorige en haar opvolgster. Ze onderhield goede relaties met de aartshertogen Albrecht en Isabella, aan wie ze de relieken van 'Saint Clou' overhandigde. Ze was zeer populair in de regio, want tot twee keer toe, in 1628 en 1636, gaf ze toestemming voor het beeld van O.L.V. van Rome (vereerd in de abdij) door de straten van de door de pest getroffen stad Châtelet te dragen. Tweemaal werd de pest gestopt.
- 1765-1775: dame Bernarde Bishop
- 1775-1805: dame Scholastique Daivier; de laatste abdis van het oude regime, ze moest het hoofd bieden aan de revolutionaire problemen.

### Revolutionaire periode
Uit angst voor de komst van de legers emigreerden de abdis Daivier en haar gemeenschap in 1790 naar Duitsland, waarbij ze alles dat enige waarde had meenamen, namelijk de relieken van Saint Clou en het beeld van Onze-Lieve-Vrouw van Rome. De nonnen brengen eerst een paar maanden door in La Ramée en vervolgens in Luik. Nadat de kalmte lijkt  teruggekeerd, keren ze terug naar hun thuis en, aangezien de Oostenrijkers stevig de posities ten noorden van de Samber behouden, ontsnappen ze aan de opeisingen van de Franse revolutionairen. Hun terugkeer naar Soleilmont was ingegeven door het feit dat ze meenden toe te geven aan vals alarm. Door deze misvatting kwamen ze vast te zitten tijdens de Slag bij Fleurus, die bijna onder hun muren plaatsvindt op 26 juni 1794.
Hun eigendom wordt in beslag genomen door de Franse Republiek en, op 27 januari 1797 worden ze verbannen uit het klooster. Philippe Drion stelt vervolgens zijn kasteel van Farciennes - op 4 km afstand - tot hun beschikking. Gedurende vijf jaar blijven ze er hun gewone leven verderzetten. Dezelfde weldoener waakt over gebouwen die desondanks niet aan plunderaars zijn ontsnapt. De abdij en de aangrenzende boerderij (80 bunder) worden gekocht door citoyen Paulée van Parijs en de boerderij van Bénite-Fontaine in Heppignies door Stanislas Desandroin. Vanaf 1802 kunnen de zusters -als huurders- terugkeren naar Soleilmont. Lady Daivier stierf kort daarna, in 1805  .

## De 19e eeuw tot de huidige periode

### Zuster bernardinnen
Sterk verarmd en ouder geworden, verkleint de gemeenschap tot vier zuster en er breken nog enkele moeilijke jaren aan. Met de hulp echter van de cisterciënzers van Mariënlof (Borgloon, Limburg), kochten de zusters Soleilmont terug in 1837. 
Doordat de boerderijen hun niet meer van middelen konden voorzien vormde de gemeenschap zich onder invloed van de aalmoezeniers van de Arbeid, om tot zusters bernardinnen en openden een kostschool voor meisjes. Tot in 1916 wijdden zij zich aan het onderwijs. Tijdens deze periode neemt de abdij een nieuwe adem, trekt vele roepingen aan en de gebouwen worden hersteld of herbouwd. 

### Opnieuw cisterciënzerinnen
In 1916 zwoeren de zusters om hun roeping als contemplatieve cisterciënzers te hervatten en hun definitieve herbevestiging hiervoor verkrijgen ze in 1922 van de Orde in 1922, onder het patronaat -zoals voorzien in de cisterciënzer-traditie- van de Abdij van Westmalle, de voormalige abdij-moeder Aulne is niet langer 'in leven'. Soleilmont keert dus terug naar zijn eerste roeping en bloeit op. In 1950 gingen 13 zuster het klooster van de Abdij van Nazareth te Brecht stichten  .
Tijdens de kerstnacht van 1963 treft een ramp het klooster. Vlak na het nachtofficie breekt er een brand uit en verspreidt het zich naar alle gebouwen. Van de originele gebouwen rest bijna niets meer. Al snel wordt een project opgestart en een gloednieuw klooster werd gebouwd in 1973 op een paar honderd meter van de ruïnes, in het hart van het Bois de Soleilmont op het grondgebied van Fleurus. De architectuur is radicaal modern, eenvoudig, licht en luchtig. 

### Vandaag
- Een dertigtal cisterciënzerinnen leven er een religieus leven, runnen een boerderij en een bakkerij en maken liturgische kleding. Een tiental kamers staan ter beschikking van mensen die zich willen terugtrekken voor een paar dagen gebed, stilte en persoonlijke retraite.
- Elk jaar, op de laatste zondag van augustus, wordt het beeld van Onze-Lieve-Vrouw van Rome in processie gedragen door de naburige stad Châtelineau ter herinnering aan de bescherming die in 1628 en 1636 werd ontvangen tijdens de pestepidemie.
- De abdij van Soleilmont heeft een stichting in Makkiyad, Kerala, India.
- Momenteel is de voormalige en uitgebranden abdij van Soleilmont verdeeld tussen particulieren en de circusschool van Charleroi. De meest interessante architecturale overblijfselen - de overblijfselen van de kerk, het klooster, de grafstenen en de abdij - vormen een site van 89 are. Ze worden bewaard en geëxploiteerd door de vereniging "Ancienne Abbaye de Soleilmont". Gratis en rondleidingen worden regelmatig georganiseerd in samenwerking met het VVV-kantoor van Pays de Charleroi. Tijdens de Open Monumentendagen is deze site ook open voor het publiek.
- Circomedie asbl, de circusschool van Charleroi heeft zijn verblijfplaats in de boerderij van de oude abdij gevestigd en geeft dit erfgoed nieuw leven.
- Het bedrijf Soleil Events organiseert verschillende evenementen in de behuizing van de oude abdij: huwelijk, recepties, seminars, teambuilding, familiedagen, etc.

## Bouwkundig en artistiek erfgoed
De torenspits van een gotische kapel bekroond de gebouwen uit de 17e eeuw. Deze gebouwen worden beschermd door een behuizing van steen getint met roest. De voormalige bidplaats herbergt onder zijn houten gewelf, opmerkelijke kunstwerken: een koorgestoelte van 1750, grafplaten, verschillende schilderijen, portretten van abdissen, sculpturen van de kruiswegstaties, enz.

Het erf is enorm. Het is toegankelijk via een gebogen portaal. De abdij, slachtoffer van een gewelddadig vuur in december 1963, waarbij het artistieke erfgoed zwaar beschadigd is door vuur, is sindsdien grotendeels  hersteld. 

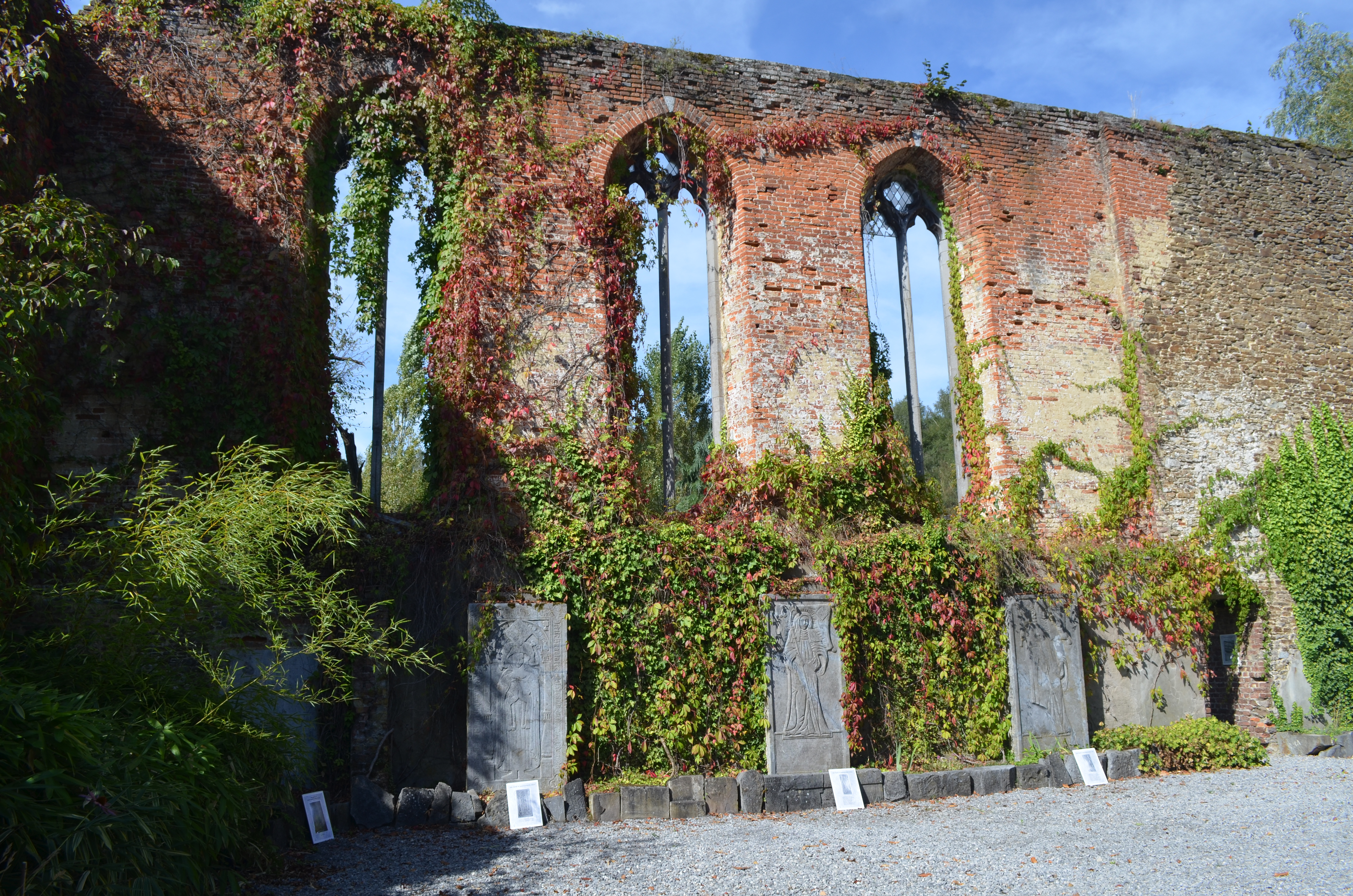
Binnenkant van de noordelijke muur van het schip van de oude abdijkerk.
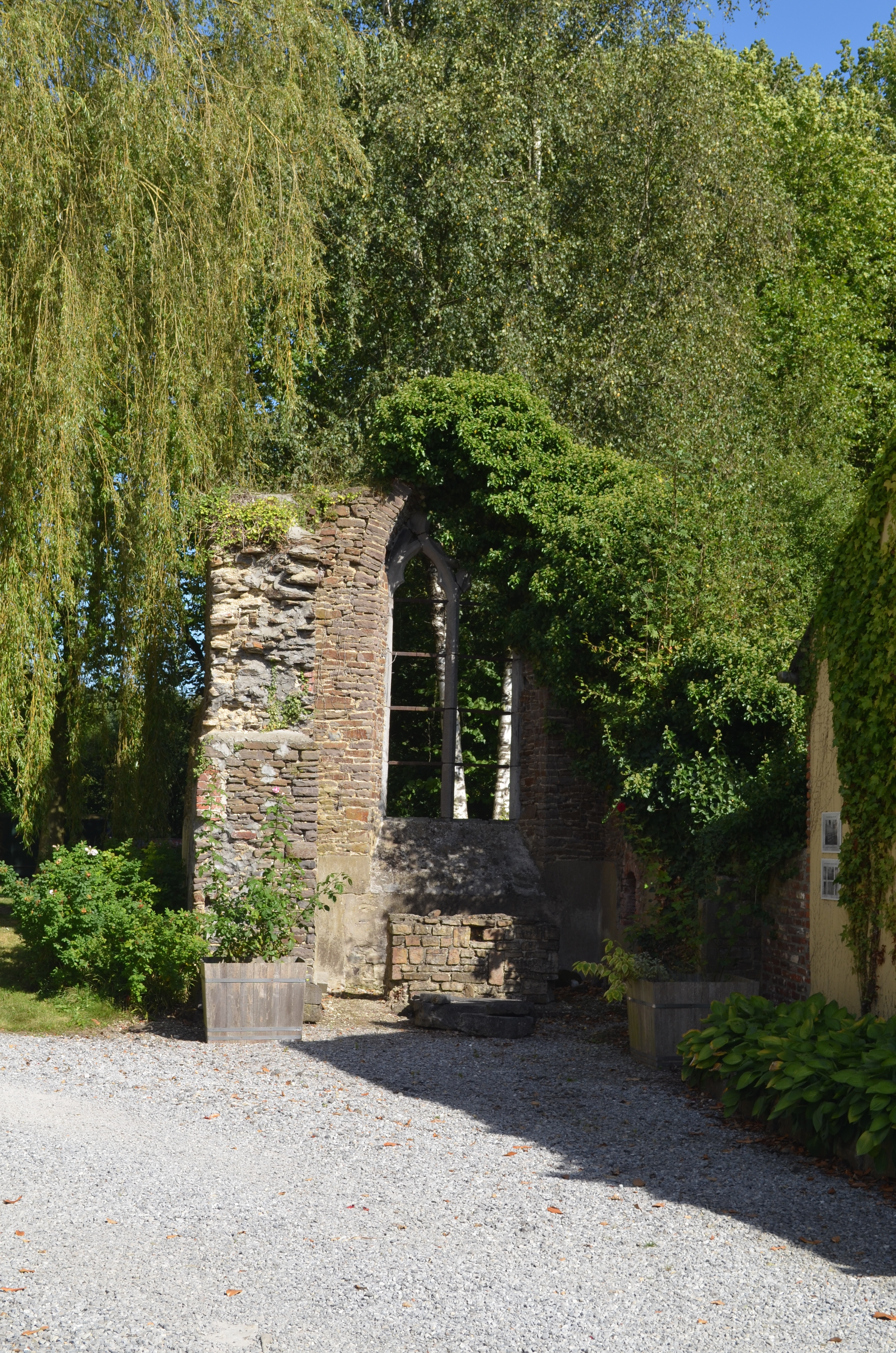
Zuidzijde van de kapel gewijd aan Onze-Lieve-Vrouw van Rome
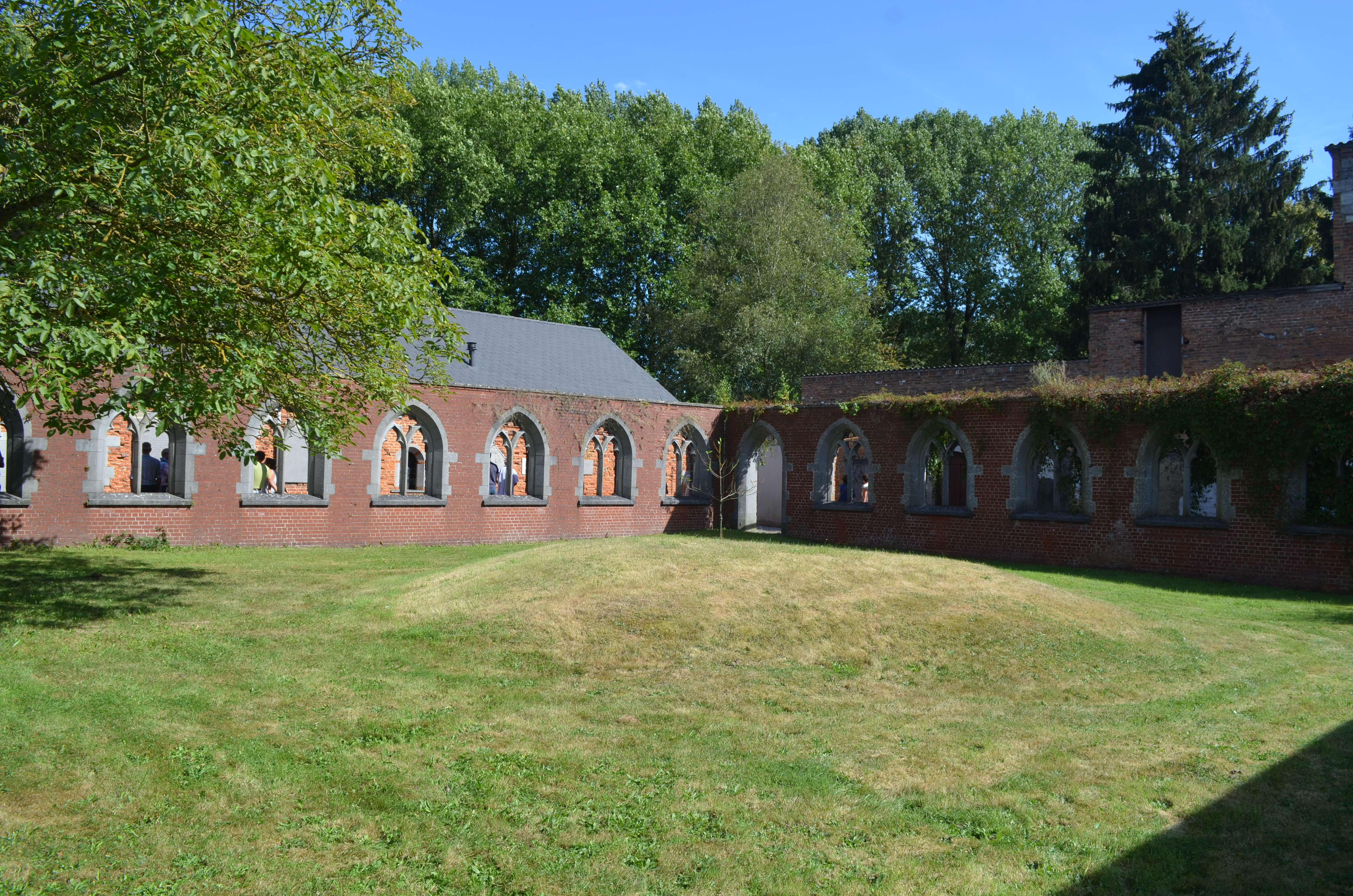
Klooster herbouwd in 1937-1939 in neo-gotische stijl
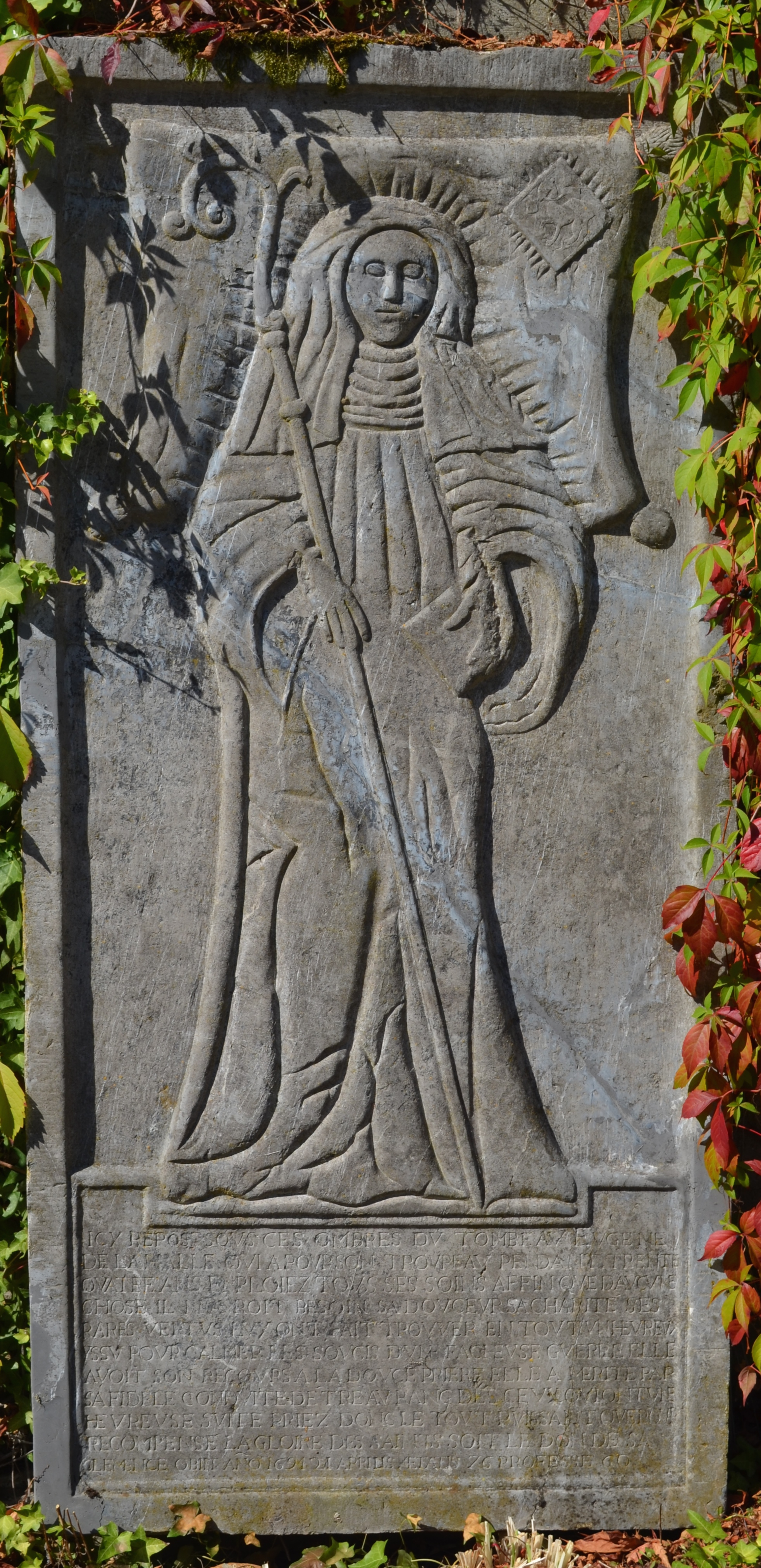
Grafplaat van de abdis Eugénie de la Halle (+21 april 1694)

## Aantekeningen en referenties
1. ↑  https://web.archive.org/web/20090827001947/http://www.ocso.org/HTM/net/statsJan1st09-Nuns.htm
2. ↑  Claude Demoulin, Aulne et son domaine, Landelies, Claude Demoulin, 1980, 67 & 317-318
3. ↑   Tegenover de oude abdij (zijn molen) draagt de berg nog steeds de naam "18 bonniers", vroeger ook kolenmijn
4. ↑  "Abdijen die niet goed gedoteerd zijn aan de 13e eeuw, zullen nooit zijn". Claude Demoulin, Aulne et son domaine, Landelies, Claude Demoulin, 1980, p.67
5. ↑  Een document uit 1649 heeft hiervan een beeld: het huis wordt voortdurend aan de deur bezocht door soldaten en vaak gebeuren er kleine diefstallen overdag en 's nachts
6. ↑  Claude Demoulin, Aulne et son domaine, Landelies, Claude Demoulin, 1980, 317-318
7. ↑  Claude Demoulin, Aulne et son domaine, Landelies, Claude Demoulin, 1980, 319
8. ↑  Joseph Delmelle, Abbayes et béguinages de Belgique, Rossel Édition, Bruxelles, 1973, p. 56.
9. 1 2  Le patrimoine monumental de la Belgique, vol. 20 : Wallonie, Hainaut, Arrondissement de Charleroi, Liège, Pierre Mardaga, éditeur, 1994, 111.

- Dit artikel of een eerdere versie ervan is een (gedeeltelijke) vertaling van het artikel Abbaye Notre-Dame de Soleilmont op de Franstalige Wikipedia, dat onder de licentie Creative Commons Naamsvermelding/Gelijk delen valt. Zie de bewerkingsgeschiedenis aldaar.